# 高野遼
高野 遼（たかの りょう、1994年11月13日 - ）は、神奈川県大和市出身のプロサッカー選手。Jリーグ・SC相模原所属。ポジションはディフェンダー（左サイドバック）。

## 経歴

### プロ入り前
小学校4年次から横浜F・マリノスの下部組織に9年間所属。ユース時代に世代別代表に選出されるなど実績を残したが、トップチームへの昇格は叶わず、日本体育大学へ進学した。
2015年4月22日、特別指定選手として湘南ベルマーレへの登録が承認された。5月20日、Jリーグカップ予選リーグ第5節の松本山雅FC戦で公式戦初出場。
2016年3月31日、特別指定選手として横浜F・マリノスへの登録が承認された。6月23日、2017年シーズンからの正式加入が内定した。

### 横浜F・マリノス
2017年3月15日、Jリーグカップ1次リーグ第1節のセレッソ大阪戦にてプロとして公式戦初出場。4月12日、Jリーグカップ予選リーグ第2節のヴィッセル神戸戦にて規定の出場時間を満たし、同月19日にプロA契約を締結したことが発表された。

### ヴァンフォーレ甲府
2017年8月4日、ヴァンフォーレ甲府への期限付き移籍が発表された。8月16日、第22節のコンサドーレ札幌戦で初先発するも負傷してしまった。10月29日、リーグ第31節のヴィッセル神戸戦にてプロ初ゴールを記録。

### 横浜F・マリノス復帰
2019シーズンより横浜F・マリノスに復帰。開幕から2試合フル出場していたが、3月8日の練習中に負傷し、病院で検査を受け、右膝前十字靭帯損傷により全治8ヶ月の見込みと診断された。

### ジュビロ磐田
2021年7月22日、ジュビロ磐田への完全移籍が発表された。加入1年目はリーグ戦8試合に出場した。2年目は、シーズン開幕前の練習にて左膝外側(円板状)半月板損傷したため、シーズン通しての公式戦出場ができない苦しいシーズンとなった。

### SC相模原
2024年1月12日、SC相模原へ完全移籍が発表された。

## 所属クラブ
- 2000年 - 2007年 柳橋サッカークラブ/横浜F・マリノスプライマリー[1] (大和市立柳橋小学校)
- 2007年 - 2010年 横浜F・マリノスジュニアユース (大和市立引地台中学校)
- 2010年 - 2013年 横浜F・マリノスユース (神奈川県立大和東高等学校)
- 2013年 - 2017年 日本体育大学
  - 2015年  湘南ベルマーレ (特別指定選手)
  - 2016年  横浜F・マリノス (特別指定選手)
- 2017年 - 2021年7月  横浜F・マリノス
  - 2017年8月 - 2018年  ヴァンフォーレ甲府 (期限付き移籍)
- 2021年7月 - 2023年  ジュビロ磐田
- 2024年 -  SC相模原

## 個人成績
| 国内大会個人成績 | 国内大会個人成績 | 国内大会個人成績 | 国内大会個人成績 | 国内大会個人成績 | 国内大会個人成績 | 国内大会個人成績 | 国内大会個人成績 | 国内大会個人成績 | 国内大会個人成績 | 国内大会個人成績 | 国内大会個人成績 |
| 年度             | クラブ           | 背番号           | リーグ           | リーグ戦         | リーグ戦         | リーグ杯         | リーグ杯         | オープン杯       | オープン杯       | 期間通算         | 期間通算         |
| 年度             | クラブ           | 背番号           | リーグ           | 出場             | 得点             | 出場             | 得点             | 出場             | 得点             | 出場             | 得点             |
| 日本             | 日本             | 日本             | 日本             | リーグ戦         | リーグ戦         | リーグ杯         | リーグ杯         | 天皇杯           | 天皇杯           | 期間通算         | 期間通算         |
| ---------------- | ---------------- | ---------------- | ---------------- | ---------------- | ---------------- | ---------------- | ---------------- | ---------------- | ---------------- | ---------------- | ---------------- |
| 2015             | 湘南             | 37               | J1               | 0                | 0                | 1                | 0                | -                | -                | 1                | 0                |
| 2016             | 横浜FM           | 40               | J1               | 0                | 0                | 3                | 0                | -                | -                | 3                | 0                |
| 2017             | 横浜FM           | 28               | J1               | 0                | 0                | 4                | 0                | 1                | 0                | 5                | 0                |
| 2017             | 甲府             | 35               | J1               | 8                | 1                | -                | -                | -                | -                | 8                | 1                |
| 2018             | 甲府             | 35               | J2               | 34               | 0                | 6                | 0                | 3                | 0                | 43               | 0                |
| 2019             | 横浜FM           | 16               | J1               | 5                | 0                | 0                | 0                | 0                | 0                | 5                | 0                |
| 2020             | 横浜FM           | 16               | J1               | 13               | 0                | 1                | 0                | -                | -                | 14               | 0                |
| 2021             | 横浜FM           | 16               | J1               | 9                | 0                | 4                | 0                | 1                | 0                | 14               | 0                |
| 2021             | 磐田             | 39               | J2               | 8                | 0                | -                | -                | -                | -                | 8                | 0                |
| 2022             | 磐田             | 39               | J1               | 0                | 0                | 0                | 0                | 0                | 0                | 0                | 0                |
| 2023             | 磐田             | 39               | J2               | 0                | 0                | 2                | 0                | 1                | 0                | 3                | 0                |
| 2024             | 相模原           | 16               | J3               | 27               | 1                | 0                | 0                | 1                | 0                | 28               | 1                |
| 通算             | 日本             | 日本             | J1               | 35               | 1                | 13               | 0                | 2                | 0                | 50               | 1                |
| 通算             | 日本             | 日本             | J2               | 42               | 0                | 8                | 0                | 4                | 0                | 54               | 0                |
| 通算             | 日本             | 日本             | J3               | 27               | 1                | 0                | 0                | 1                | 0                | 28               | 1                |
| 総通算           | 総通算           | 総通算           | 総通算           | 104              | 2                | 21               | 0                | 7                | 0                | 132              | 2                |

| 国際大会個人成績 | 国際大会個人成績 | 国際大会個人成績 | 国際大会個人成績 | 国際大会個人成績 |
| 年度             | クラブ           | 背番号           | 出場             | 得点             |
| AFC              | AFC              | AFC              | ACL              | ACL              |
| ---------------- | ---------------- | ---------------- | ---------------- | ---------------- |
| 2020             | 横浜FM           | 16               | 4                | 0                |
| 通算             | AFC              | AFC              | 4                | 0                |

出場歴
- Jリーグ初出場 - 2017年8月9日 J1第21節 浦和レッズ戦 (山梨中銀スタジアム)
- Jリーグ初得点 - 2017年10月29日 J1第31節 ヴィッセル神戸戦 (山梨中銀スタジアム)

## タイトル

### クラブ
横浜F・マリノス
- J1リーグ : 2019年

ジュビロ磐田
- J2リーグ：2021年

## 代表歴
- U-16日本代表（2010年）[1]
- 関東選抜A（2016年）